# Strictfp
strictfp — ключове слово у мові програмування Java, яке обмежує обчислення чисел з рухомою комою для забезпечення мобільності. Воно було введено у Java починаючи з версії 1.2 Java Virtual Machine (JVM).

## Основи
Стандарт IEEE 754 визначає стандартний метод для обчислень чисел з рухомою комою та зберігання значення з рухомою комою із простою (32-біт, у Java-типі float) або подвійною (64-біт, у Java-типі double) точністю. Справа в тому, що JVM використовує всю можливу точність процесора, а вона на різних системах різна, тому і результат може вийти різний. Наприклад, коли ви порівнюєте два double 0,555 і 0,556 із точністю двох знаків після коми, то вони рівні, а от при точності трьох знаків — ні. Насправді, сучасні компілятори самі ставлять strictfp, тому що випадки, коли він не потрібен, можна перерахувати на пальцях. Йдеться про програми, які вимагають значну точність обчислень (наприклад, пов'язані з наукою).

## Використання
Використання strictfp гарантує, що результати обчислень із рухомою комою будуть однакові на всіх платформах. Це може бути надзвичайно корисно при порівнянні чисел з рухомою комою.
strictfp може бути використаний у класах, інтерфейсах і неабстрактних методах. При використанні strictfp у методі всі розрахунки проводяться всередині методу. При використанні strictfp у класі всі розрахунки проводяться всередині класу.
Приклад використання strictfp у класі:
```
public
 
strictfp
 
class
 
MyFPclass
 
{
 

    
// ... вміст класу ...

}

```

Приклад використання strictfp у методах (ці strictfp-методи знаходяться у класі StrictMath, який у свою чергу міститься у Java-пакеті java.lang):
```
public
 
static
 
strictfp
 
double
 
toRadians
(
double
 
angdeg
)
 
{

    
// Do not delegate to Math.toRadians(angdeg) because

    
// this method has the strictfp modifier.

    
return
 
angdeg
 
/
 
180.0
 
*
 
PI
;

}

public
 
static
 
strictfp
 
double
 
toDegrees
(
double
 
angrad
)
 
{

    
// Do not delegate to Math.toDegrees(angrad) because

    
// this method has the strictfp modifier.

    
return
 
angrad
 
*
 
180.0
 
/
 
PI
;

}

```